# Cerro de Las Viñas
El Cerro de las Viñas, también conocido como Cabezo de las Viñas, es un yacimiento arqueológico argárico (Edad del Bronce) situado en la pedanía de Coy, municipio de Lorca, en Murcia, España.

## Situación
El poblado se sitúa en el tercio superior de un cerro vértice geodésico de 913 metros de altitud, este cerro es el que da nombre al enclave. El poblado argárico se asentó en la cumbre y en las terrazas de la ladera Norte (Ayala Juan 1991,177). 
Es un lugar estratégico, privilegiado, actualmente es un vértice geodésico el cerro donde se ubica el yacimiento argárico, por lo que en él se establecieron las poblaciones del Epipaleolítico, Neolítico, Cobre, Bronce y medievales con restos romanos "in situ". 
En la cima se practicaron treinta y cuatro cortes de los que doce incluyen parte de la muralla y las dos torres exteriores adosadas a los ángulos nororiental y noroccidental. En la terraza inferior, también amurallada, se practicaron otros cinco (hasta el año 1991), posteriormente se incrementaron. 
La actividad económica del enclave se basó en la agricultura, caza y recolección además de un posible pastoreo. Estas actividades propias de los grupos sedentarios se ven complementadas con la caza. El abastecimiento de agua estaba asegurado por su cercanía al Río Turrilla y acuíferos con agua permanente.

## El poblado
Las estructuras domésticas que aparecen dentro del poblado suelen tener dos estancias, una dedicada al almacenaje y habitación, la más alejada al acceso y otra situada a la entrada que fue utilizada como lugar de trabajo, tal y como se deduce de los restos materiales que se han ido localizando en todas ellas durante los trabajos arqueológicos realizados.
Las plantas de las casas varían desde las cuadrangulares hasta las ovaladas, pero también las hay rectangulares y circulares, tal y como se han documentado en otros yacimientos argáricos. 
En general, los muros son rectilíneos conformando ángulos rectos. Destacando las murallas que, como estructuras defensivas tienen una serie de rasgos particulares, sobre todo en la vertiente norte, la más accesible.
En esta zona también se han definido dos lienzos de muralla, el primero en la zona más alta del poblado, que como acrópolis o ciudadela fortificada, que sería el último bastión del poblado; mientras que un segundo recinto inferior defendía un espacio de mayor dimensión y más expuesto a los ataques exteriores.
Entre las estructuras de este poblado destacan las torres cuadradas y/o rectangulares sitas en los ángulos del recinto murado. La estructura exterior y posee también, al parecer, torres exentas en sus ángulos además de un acceso de un metro de ancho.

## Enterramientos y ajuares
Las sepulturas exhumadas en este poblado mayoritariamente son infantiles, destaca el enterramiento localizado en la zona Noroeste del yacimiento junto al cual se hallaron restos de un hogar, que pudo formar parte del ritual ceremonial en que se efectuaría la cocción de los alimentos introducidos dentro del ajuar del fallecido. 
En cuanto a los ajuares metálicos tan sólo se documentaron un puñal romboidal y una punta de flecha. Otros objetos documentados son un cincel, punzones, escorias y restos de fundición.
Numerosos fragmentos cerámicos neolíticos, calcolíticos, argáricos, romanos y medievales se han documentado en todos sus cortes arqueológicos.
Entre los ajuares funerarios de El Cerro de las Viñas se halló una pulsera con cuentas óseas y un conus y en otro enterramiento se documentaron siete botones prismáticos y piramidales de marfil.

## La primera muerte por parto
Durante las excavaciones arqueológicas dirigidas por la profesora del Departamento de Prehistoria, Arqueología, Historia Antigua, Historia Medieval y CCTT. de la Universidad de Murcia, María Manuela Ayala Juan en El Cerro de las Viñas de Coy, Lorca (Murcia, España) se halló la primera mujer muerta de parto.
En julio de 1996 se descubrió la primera mujer muerta por parto distócico, el más antiguo, hasta el momento, de este país y corresponde a la Edad de Bronce, Cultura argárica, entre los años 2000 y 1000 a. C. 
En toda excavación arqueológica existen cortes y cada corte tiene su director/a, en el corte MN de El Cerro de las Viñas de Coy, Lorca (Murcia, España) dirigido, en 1996, por la Dra. María Luz Tudela, profesora del Departamento de Geografía de la Universidad de Murcia, Julia, una campista polaca, localizó la apófisis distal del fémur derecho y la proximal de la tibia derecha (rodilla derecha) de la primera mujer fallecida, en un parto distócico acaecido en la Edad del Bronce: Cultura Argárica (2000-1000 a. C.), estudiado y analizado por la Dra. Assumpció Malgosa de la Universidad Autónoma de Barcelona y su equipo (Alesan, Safont y la matrona Ballbé). Fueron sus restos osteológicos perfectamente exhumados por la arqueóloga Maria Luisa Precioso Arévalo. Todos los restos óseos de estas excavaciones y los del poblado de llanura argárico El Rincón de Almendricos han sido estudiados por el equipo de la Universidad Autónoma de Barcelona dirigido por la Dra. Assumpció Malgosa y compuesto por Alexan, Safont y la matrona Ballbé, corresponden a una mujer de 25-26 años de edad. En arqueología se trabaja en equipo y los resultados de las investigaciones de los yacimientos citados anteriormente, son el fruto de la colaboración científica de las universidades de Barcelona y Murcia.
La mujer falleció de parto distócico y el hijo de paro cardíaco. Se documentó el brazo derecho fuera del claustro materno y la sínfisis del pubis de su madre presentaba lógicamente la separación de ocho centímetros.
En la cultura de El Argar enterraban a sus muertos individuales, dobles y triples aunque se han documentado algunas excepciones con más inhumados en Lorca, debajo de sus casas o adyacentes a ellas, pero siempre dentro del perímetro del poblado sito en un cerro, amurallado, o no, o en el llano. Julianna (nombre que le dio María Manuela Ayala Juan, la directora de la excavación, por su descubridora, Julia campista polaca, y en honor a ella) apareció en el subsuelo del ángulo Noreste de su casa. Julianna era chamana, maga, bruja o la primera médica de este país, pues en el techo de su cocina se hallaba una cornamenta de un ciervo adulto y jefe de su manada, con todos los candiles. Sus paralelos se documentan en la Grecia Macedónica.
La investigación paleoantropológica ha sido realizada por Assumpció Malgosa, Alicia Alesan y Santiago Safont, de la Unidad de Antropología del Departamento de Biología Animal, Vegetal y Ecología de la Universidad Autónoma de Barcelona, junto con Matrona Ballbé, ginecóloga y la investigación arqueológica por Maria Manuela Ayala Juan del Departamento de Prehistoria, Historia Antigua, Historia Medieval y Ciencias Historiográficas de la Universidad de Murcia. Lógicamente los restos óseos de Julianna, de su hijo y los demás hallados en el yacimiento así como los restos materiales de cerámicas, bronces, madera, óseos... etc, se encuentran depositados en el Museo Arqueológico de Murcia, unos se hallan expuestos al público en las vitrinas y el resto en los fondos del Museo.
Fue publicada en International Journal of Osteoarchaeology on Line 10 March In Willey Interescience. Denmark.

## Lugares relacionados
- El Cerro de las Piedras, Villacarrillo, Jaén.
- El Rincón de Almendricos, Lorca, Murcia.
- La Bastida de Totana, Murcia.
- El Puntarrón Chico de Beniaján, Murcia.
- El Cabezo Gordo o de la Cruz, Lorca, Murcia.
- El Cabezo de la Mina de Santomera, Murcia.
- El Parque Arqueológico Los Cipreses, Lorca, Murcia.
- El Cabezo de la Piedras, Lorca, Murcia.
- El Cerro Negro, Murcia.